# Songkhla (provins)
Songkhla, (thai: สงขลา) är en provins (changwat) i södra Thailand. Provinsen hade 1 324 915 invånare år 2007 på en areal av 7 393,9 km². Provinshuvudstaden är Songkhla.

## Administrativ indelning
Provinsen är indelad i 16 distrikt (amphoe). Distrikten är i sin tur indelade i 127 subdistrikt (tambon) och 987 byar (muban).